# Nogometni Klub Nafta Lendava
L'NK Nafta Lendava (nome completo Nogometni Klub Nafta Lendava), chiamato comunemente Nafta, è stata una società calcistica slovena con sede nella città di Lendava. Ha disputato nella stagione 2011-2012 il PrvaLiga Telekom Slovenije, la massima serie del campionato sloveno. Arrivata all'ultimo posto venne retrocessa e poco dopo dichiarò fallimento, non iscrivendosi più a nessun campionato.

## Storia
Il club fu fondato l'11 maggio 1903, quando Lendava apparteneva ancora all'Austria-Ungheria, con la denominazione ungherese Lendvai Football Egyesület. Con l'annessione della città alla Jugoslavia al termine della prima guerra mondiale, il club cambiò denominazione in NK Lendava, e successivamente in SK Lendava. Verso la metà degli anni trenta, il club cominciò a militare nel secondo livello dei campionati della Ljubljanska nogometna podzveza. In seguito all'invasione della Jugoslavia nel 1941, la regione del Prekmurje fu annessa al Regno d'Ungheria, e il Lendava passò a militare nei campionati ungheresi fino al termine della seconda guerra mondiale.
Con il ritorno della città alla Jugoslavia, nel 1946 il club vinse il primo campionato repubblicano sloveno del dopoguerra, qualificandosi così al massimo campionato jugoslavo per la stagione 1946–47. Prima dell'inizio del campionato il club cambiò denominazione in Nafta. Tuttavia il club disputò un campionato disastroso, terminato all'ultimo posto con 23 sconfitte su 26 partite, venendo retrocessa nella lega repubblicana slovena.
Nei decenni successivi, il club militò perlopiù nella Lega Repubblicana Slovena e nei livelli inferiori dei campionati della Repubblica Socialista di Slovenia (una delle sei repubbliche costituenti della Jugoslavia).
Con l'indipendenza della Slovenia raggiunta nel 1991, il Nafta passò a militare nel massimo campionato sloveno, la prva slovenska nogometna liga per la stagione 1991-92. L'ala croata del Nafta, Miljenko Dovečer, ebbe l'onore di segnare il primo gol in assoluto della nuova competizione. Il club rimase nel massimo campionato per due stagioni, per poi retrocedere al termine della stagione 1992-93 conclusa all'ultimo posto. Nel decennio successivo la squadra militò prevalentemente nella 2. SNL (secondo livello) e persino una stagione nella 3. SNL (terzo livello), prima di tornare nel massimo campionato nel 2005 in virtù del secondo posto nella druga slovenska nogometna liga 2004-2005.
Al termine del campionato di Prva slovenska nogometna liga 2011-2012, terminato con la retrocessione, il Nafta si sciolse per dissesto finanziario e fallì. Nello stesso anno il club fu rifondato con la denominazione ND Lendava 1903.

## Rosa 2022-2023
Aggiornata al 21 maggio 2012
| N. |                                 | Ruolo | Calciatore            |
| -- | ------------------------------- | ----- | --------------------- |
| 1  | Slovenia (bandiera)             | P     | Aleš Ajlec            |
| 3  | Slovenia (bandiera)             | D     | Sandro Vinko          |
| 4  | Macedonia del Nord (bandiera)   | D     | Darko Atanasov        |
| 5  | Slovenia (bandiera)             | D     | Aleksander Jerebic    |
| 6  | Slovenia (bandiera)             | D     | Blaž Dolinar          |
| 7  | Slovenia (bandiera)             | A     | Boštjan Zelko         |
| 8  | Slovenia (bandiera)             | C     | Dejan Sreš            |
| 9  | Slovenia (bandiera)             | C     | David Tomažič Šeruga  |
| 10 | Brasile (bandiera)              | C     | João Gabriel da Silva |
| 11 | Slovenia (bandiera)             | A     | Naser Kajtazi         |
| 12 | Slovenia (bandiera)             | P     | Sašo Balažic          |
| 13 | Slovenia (bandiera)             | C     | Tadej Lebar           |
| 14 | Slovenia (bandiera)             | C     | Miha Korošec          |
| 15 | Bosnia ed Erzegovina (bandiera) | A     | Duško Vranešević      |

| N. |                     | Ruolo | Calciatore      |
| -- | ------------------- | ----- | --------------- |
| 16 | Slovenia (bandiera) | D     | Saša Levačič    |
| 17 | Slovenia (bandiera) | A     | Gregor Bunderla |
| 18 | Slovenia (bandiera) | C     | Leutrim Osaj    |
| 19 | Slovenia (bandiera) | C     | Uroš Stojko     |
| 20 | Slovenia (bandiera) | C     | Rok Vori        |
| 21 | Slovenia (bandiera) | D     | Nino Dirnbek    |
| 22 | Slovenia (bandiera) | C     | Erik Hozjan     |
| 23 | Croazia (bandiera)  | D     | Stjepan Caban   |
| 24 | Slovenia (bandiera) | C     | Simon Pavel     |
| 25 | Slovenia (bandiera) | C     | Arpad Vaš       |
| 26 | Slovenia (bandiera) | D     | Patrik Raduha   |
| 27 | Slovenia (bandiera) | D     | Patrik Vörös    |
| 66 | Slovenia (bandiera) | P     | Darko Prša      |

## Rosa 2007-2008
| N. |                               | Ruolo | Calciatore       |
| -- | ----------------------------- | ----- | ---------------- |
| 1  | Slovenia (bandiera)           | P     | Martin Gonc      |
| 2  | Slovenia (bandiera)           | D     | Boštjan Zemljič  |
| 3  | Slovenia (bandiera)           | D     | Bojan Matjašec   |
| 4  | Slovenia (bandiera)           | C     | Mihael Bukovec   |
| 5  | Ungheria (bandiera)           | D     | Gergely Kocsárdi |
| 6  | Slovenia (bandiera)           | D     | Levin Oparenovič |
| 7  | Bolivia (bandiera)            | C     | José Luis Ortíz  |
| 8  | Slovenia (bandiera)           | C     | Kristjan Kulčar  |
| 9  | Ungheria (bandiera)           | A     | József Sebők     |
| 10 | Macedonia del Nord (bandiera) | A     | Viktor Trenevski |
| 11 | Slovenia (bandiera)           | A     | Gregor Bunc      |
| 12 | Slovenia (bandiera)           | P     | Aleš Luk         |

| N. |                     | Ruolo | Calciatore      |
| -- | ------------------- | ----- | --------------- |
| 15 | Slovenia (bandiera) | C     | Borut Gerenčer  |
| 17 | Slovenia (bandiera) | D     | Celcar Tomaž    |
| 18 | Slovenia (bandiera) | D     | Matjaž Lunder   |
| 19 | Slovenia (bandiera) | A     | Jernej Repina   |
| 21 | Slovenia (bandiera) | D     | Aljaž Čavnik    |
| 24 | Slovenia (bandiera) | C     | Aleš Čeh        |
| 28 | Croazia (bandiera)  | A     | Igor Šoštarič   |
| 29 | Slovenia (bandiera) | D     | Damjan Ošlaj    |
| 30 | Croazia (bandiera)  | A     | Mate Eterović   |
| 31 | Slovenia (bandiera) | D     | Robert Kocet    |
| 32 | Slovenia (bandiera) | P     | Stanislav Kuzma |
| 33 | Slovenia (bandiera) | A     | Vedran Vinko    |

## Palmarès

### Competizioni nazionali
- Slovenska republiška nogometna liga: 1

1946

### Altri piazzamenti
- Coppa di Slovenia:

Finalista: 2019-2020
Semifinalista: 1991-1992, 2009-2010
- Druga slovenska nogometna liga:

Secondo posto: 1994-1995, 1995-1996, 2004-2005